# Административно-территориальное деление Лукояновского района
В Лукояновский район, в рамках административно-территориального устройства области, входят 8 административно-территориальных образований, в том числе 1 город районного значения, 1 рабочий посёлок и 6 сельсоветов.
В Лукояновский муниципальный район, в рамках организации местного самоуправления, входят соответственно 8 муниципальных образований, в том числе 2 городских поселения и 6 сельских поселений.
- Городские поселения:
  - город Лукоянов,
  - рабочий посёлок им Степана Разина;
- Сельские поселения:
  - Большеарский сельсовет,
  - Большемаресьевский сельсовет,
  - Кудеяровский сельсовет,
  - Лопатинский сельсовет,
  - Тольско-Майданский сельсовет,
  - Шандровский сельсовет.

## История
Первоначально на территории Лукояновского района до 2009 года выделялись 1 город районного значения, 1 рабочий посёлок и 16 сельсоветов. В рамках организации местного самоуправления в 2006—2009 гг. были образованы 2 городских и 16 сельских поселений.
В 2009 году были упразднены:
- Печинский сельсовет — подчинён рабочему посёлку им. Степана Разина (включён в городское поселение рабочий посёлок им Степана Разина);
- Никулинский и Пичингушский сельсоветы — включены в Большеарский сельсовет;
- Елфимовский сельсовет — включён в Большемаресьевский сельсовет;
- Иванцевский сельсовет — включён в Кудеяровский сельсовет;
- Крюковский и Неверовский сельсоветы — включены Лопатинский сельсовет;
- Большемамлеевский и Маломамлеевский сельсоветы — включены Тольско-Майданский сельсовет;
- Салдаманов-Майданский сельсовет — включён в Шандровский сельсовет.

## Город и рабочий посёлок
| Образование                          | Населённые пункты в составе образования |
| ------------------------------------ | --- |
| Город Лукоянов                       | г. Лукоянов с. Ульяново |
| Рабочий посёлок имени Степана Разина | р. п. им. Степана Разина д. Бутская п. Кузнецкий п. Курилиха д. Курлей с. Новомихайловка д. Орловка п. Панзелка с. Печи с. Покровка п. Полевой с. Санки п. Средний |
| Большеарский сельсовет               | с. Большая Аря д. Докучаево д. Крапивка с. Никулино с. Новоселки д. Ладыгино с. Пичингуши с. Саврасово д. Тетюши с. Чиргуши                                        |

## Сельсоветы
| Образование                  | Населённые пункты в составе образования |
| ---------------------------- | --- |
| Большеарский сельсовет       | с. Большая Аря д. Докучаево д. Крапивка с. Никулино с. Новоселки д. Ладыгино с. Пичингуши с. Саврасово д. Тетюши с. Чиргуши                                                 |
| Большемаресьевский сельсовет | с. Большое Маресьево п. Белецкий с. Елфимово п. Карповка с. Кельдюшево с. Красная Поляна д. Малая Васильевка с. Малая Поляна с. Нехорошево                                  |
| Кудеяровский сельсовет       | с. Кудеярово с. Иванцево д. Веселейка д. Григорьевка д. Красная Горка п. Кузнецкий с. Романовка                                                                             |
| Лопатинский сельсовет        | с. Лопатино с. Александровка д. Березовка д. Владимировка с. Гаврилово с. Крюковка с. Неверово с. Перемчалки д. Сонино с. Чуфарово                                          |
| Тольско-Майданский сельсовет | с. Тольский Майдан с. Большое Мамлеево д. Волчиха с. Гари п. Гарской п. Городок с. Малое Мамлеево с. Мерлиновка д. Надежинка с. Николай Дар п. Новая Москва д. Скородумовка |
| Шандровский сельсовет        | с. Шандрово п. Александровка с. Атингеево с. Мессинговка д. Николаевка с. Новый Майдан с. Поя с. Салдаманов Майдан с. Салдаманово д. Фоминка                                |

## Населённые пункты
В Лукояновском районе 73 населённых пункта.
| №  | Населённый пункт   | Тип             | Население | Административно-территориальное (муниципальное) образование |
| -- | ------------------ | --------------- | --------- | ----------------------------------------------------------- |
| 1  | Александровка      | село            | ↘67       | Лопатинский сельсовет                                       |
| 2  | Александровка      | посёлок         | ↘0        | Шандровский сельсовет                                       |
| 3  | Атингеево          | село            | ↘382      | Шандровский сельсовет                                       |
| 4  | Белецкий           | посёлок         | ↘4        | Большемаресьевский сельсовет                                |
| 5  | Березовка          | деревня         | ↘20       | Лопатинский сельсовет                                       |
| 6  | Большая Аря        | село            | ↘547      | Большеарский сельсовет                                      |
| 7  | Большое Мамлеево   | село            | ↘729      | Тольско-Майданский сельсовет                                |
| 8  | Большое Маресьево  | село            | ↘570      | Большемаресьевский сельсовет                                |
| 9  | Бутская            | деревня         | ↘54       | рабочий посёлок им Степана Разина                           |
| 10 | Веселейка          | деревня         | ↘0        | Кудеяровский сельсовет                                      |
| 11 | Владимировка       | деревня         | ↘252      | Лопатинский сельсовет                                       |
| 12 | Волчиха            | деревня         | ↘29       | Тольско-Майданский сельсовет                                |
| 13 | Гаврилово          | село            | ↘119      | Лопатинский сельсовет                                       |
| 14 | Гари               | село            | ↘78       | Тольско-Майданский сельсовет                                |
| 15 | Гарской            | посёлок         | ↘6        | Тольско-Майданский сельсовет                                |
| 16 | Городок            | посёлок         | ↘17       | Тольско-Майданский сельсовет                                |
| 17 | Григорьевка        | деревня         | →0        | Кудеяровский сельсовет                                      |
| 18 | Докучаево          | деревня         | ↘80       | Большеарский сельсовет                                      |
| 19 | Елфимово           | село            | ↘284      | Большемаресьевский сельсовет                                |
| 20 | Иванцево           | село            | ↘668      | Кудеяровский сельсовет                                      |
| 21 | им. Степана Разина | рабочий посёлок | ↘2140     | рабочий посёлок им Степана Разина                           |
| 22 | Карповка           | посёлок         | →0        | Большемаресьевский сельсовет                                |
| 23 | Кельдюшево         | село            | ↘130      | Большемаресьевский сельсовет                                |
| 24 | Крапивка           | деревня         | ↘76       | Большеарский сельсовет                                      |
| 25 | Красная Горка      | деревня         | ↘3        | Кудеяровский сельсовет                                      |
| 26 | Красная Поляна     | село            | ↘85       | Большемаресьевский сельсовет                                |
| 27 | Крюковка           | село            | ↘369      | Лопатинский сельсовет                                       |
| 28 | Кудеярово          | село            | ↘2054     | Кудеяровский сельсовет                                      |
| 29 | Кузнецкий          | посёлок         | ↘3        | Кудеяровский сельсовет                                      |
| 30 | Кузнецкий          | посёлок         | →0        | рабочий посёлок им Степана Разина                           |
| 31 | Курилиха           | посёлок         | ↘7        | рабочий посёлок им Степана Разина                           |
| 32 | Курлей             | деревня         | →0        | рабочий посёлок им Степана Разина                           |
| 33 | Ладыгино           | деревня         | ↘10       | Большеарский сельсовет                                      |
| 34 | Лопатино           | село            | ↘486      | Лопатинский сельсовет                                       |
| 35 | Лукоянов           | город           | ↘12 652   | город Лукоянов                                              |
| 36 | Малая Васильевка   | деревня         | ↘0        | Большемаресьевский сельсовет                                |
| 37 | Малая Поляна       | село            | ↘315      | Большемаресьевский сельсовет                                |
| 38 | Малое Мамлеево     | село            | ↘329      | Тольско-Майданский сельсовет                                |
| 39 | Мерлиновка         | село            | ↗252      | Тольско-Майданский сельсовет                                |
| 40 | Мессинговка        | село            | ↘0        | Шандровский сельсовет                                       |
| 41 | Надежинка          | деревня         | ↘8        | Тольско-Майданский сельсовет                                |
| 42 | Неверово           | село            | ↘366      | Лопатинский сельсовет                                       |
| 43 | Нехорошево         | село            | ↘202      | Большемаресьевский сельсовет                                |
| 44 | Николаевка         | деревня         | ↘80       | Шандровский сельсовет                                       |
| 45 | Николай Дар        | село            | ↘132      | Тольско-Майданский сельсовет                                |
| 46 | Никулино           | село            | ↘294      | Большеарский сельсовет                                      |
| 47 | Новая Москва       | посёлок         | ↘16       | Тольско-Майданский сельсовет                                |
| 48 | Новомихайловка     | село            | ↘100      | рабочий посёлок им Степана Разина                           |
| 49 | Новоселки          | село            | ↘154      | Большеарский сельсовет                                      |
| 50 | Новый Майдан       | село            | ↘34       | Шандровский сельсовет                                       |
| 51 | Орловка            | деревня         | ↘37       | рабочий посёлок им Степана Разина                           |
| 52 | Панзелка           | посёлок         | ↘6        | рабочий посёлок им Степана Разина                           |
| 53 | Перемчалки         | село            | ↘79       | Лопатинский сельсовет                                       |
| 54 | Печи               | село            | ↘334      | рабочий посёлок им Степана Разина                           |
| 55 | Пичингуши          | село            | ↘208      | Большеарский сельсовет                                      |
| 56 | Покровка           | село            | ↘191      | рабочий посёлок им Степана Разина                           |
| 57 | Полевой            | посёлок         | ↘2        | рабочий посёлок им Степана Разина                           |
| 58 | Поя                | село            | ↘245      | Шандровский сельсовет                                       |
| 59 | Романовка          | село            | ↘32       | Кудеяровский сельсовет                                      |
| 60 | Саврасово          | село            | ↘425      | Большеарский сельсовет                                      |
| 61 | Салдаманов Майдан  | село            | ↘253      | Шандровский сельсовет                                       |
| 62 | Салдаманово        | село            | ↘181      | Шандровский сельсовет                                       |
| 63 | Санки              | село            | ↘127      | рабочий посёлок им Степана Разина                           |
| 64 | Скородумовка       | деревня         | ↘14       | Тольско-Майданский сельсовет                                |
| 65 | Сонино             | деревня         | ↘181      | Лопатинский сельсовет                                       |
| 66 | Средний            | посёлок         | ↘14       | рабочий посёлок им Степана Разина                           |
| 67 | Тетюши             | деревня         | ↘6        | Большеарский сельсовет                                      |
| 68 | Тольский Майдан    | село            | ↘739      | Тольско-Майданский сельсовет                                |
| 69 | Ульяново           | село            | ↘883      | город Лукоянов                                              |
| 70 | Фоминка            | деревня         | ↘5        | Шандровский сельсовет                                       |
| 71 | Чиргуши            | село            | ↘321      | Большеарский сельсовет                                      |
| 72 | Чуфарово           | село            | ↘96       | Лопатинский сельсовет                                       |
| 73 | Шандрово           | село            | ↘813      | Шандровский сельсовет                                       |